# پیتر گریفیتس (بازیکن فوتبال زاده ۱۹۸۰)
پیتر گریفیتس (انگلیسی: Peter Griffiths؛ زادهٔ ۱۳ مارس ۱۹۸۰) بازیکن فوتبال اهل بریتانیا است.
از باشگاه‌هایی که در آن بازی کرده‌است می‌توان به باشگاه فوتبال مکلسفیلد تاون اشاره کرد.